# Coccoloba pubescens
Coccoloba pubescens L. – gatunek rośliny z rodziny rdestowatych (Polygonaceae Juss.). Występuje naturalnie na Karaibach, między innymi na wyspie Haiti. 

## Morfologia

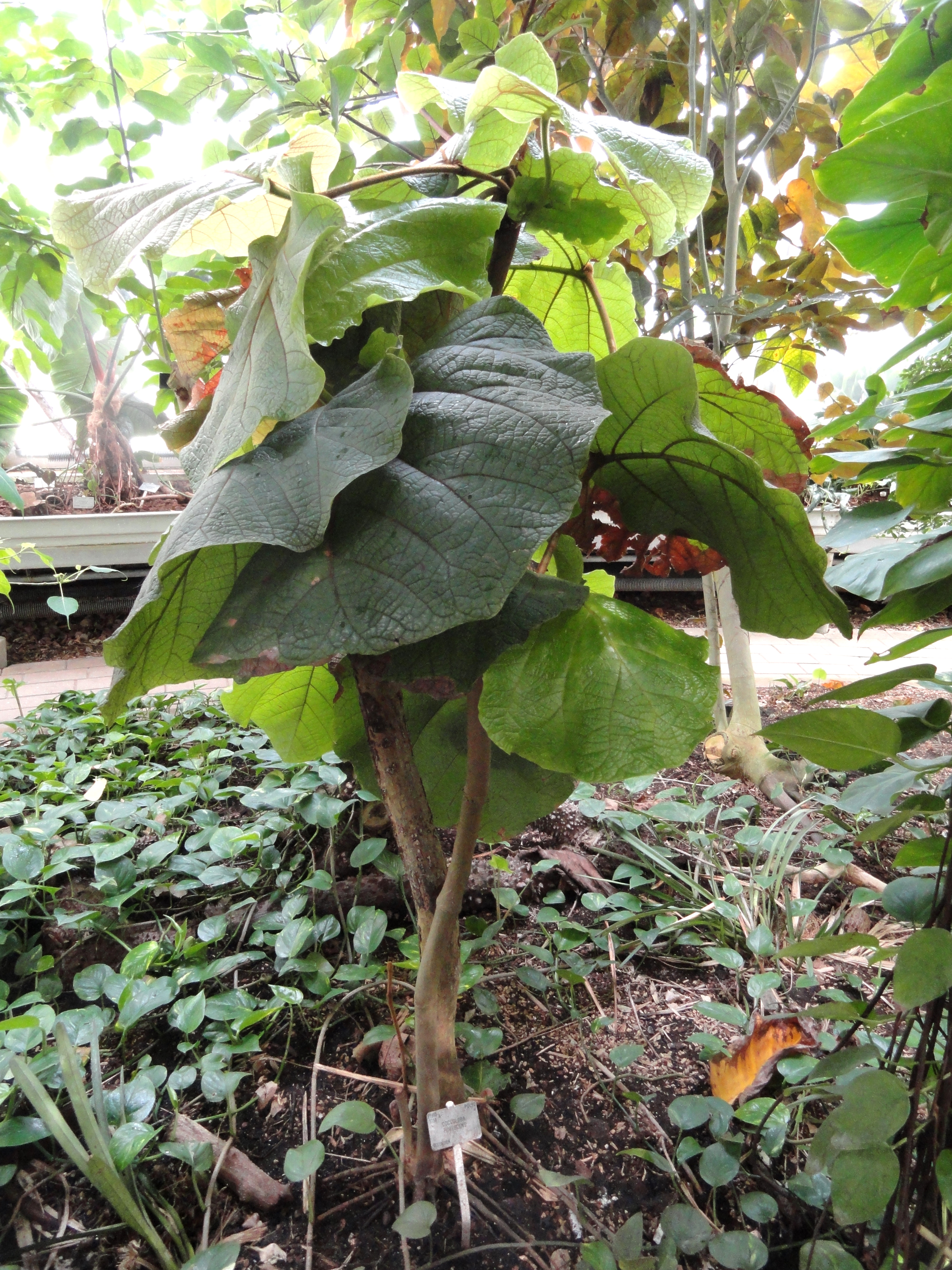
Młoda sadzonka gatunku w ogrodzie botanicznym w Kopenhadze

PokrójWiecznie zielone drzewo dorastające do 4–25 m wysokości. Gałęzie są nieco owłosione.
LiścieIch blaszka liściowa jest nieco skórzasta i ma okrągławy kształt. Mierzy 10–25 cm długości, o sercowatej nasadzie i zaokrąglonym wierzchołku. Ogonek liściowy jest owłosiony i osiąga 5–10 mm długości. Gatka jest omszona i dorasta do 20–30 mm długości.
KwiatyObupłciowe, zebrane w luźne grona o długości 12–15 cm, rozwijają się na szczytach pędów. Listki okwiatu mają białą barwę.
OwoceMają jajowaty kształt, osiągają 5–6 mm długości oraz 4–5 mm szerokości.

## Biologia i ekologia
Rośnie w lasach oraz zaroślach, na wybrzeżu, na terenach nizinnych.